# -stan
-stan är ett efterled på persiska som betyder "plats". Ordet kommer från den urindoeuropeiska ordstammen *stā- som är besläktat med stå och stad.

## Platser som slutar på -stan

### Länder
- Afghanistan
- Hayastan
- Hindustan
- Kazakstan
- Kirgizistan
- Pakistan
- Tadzjikistan
- Turkmenistan
- Uzbekistan

### Regioner
- Baluchistan
- Basjkortostan
- Dagestan
- Hindustan
- Karakalpakstan
- Irakiska Kurdistan / Kurdistan
- Tatarstan
- Turkestan

### Fiktiva platser
- Azadistan, fiktivt land i animeserien Gundam 00
- Istan, fiktiv ö i onlinespelet Guild Wars: Nightfall
- Kreplachistan, fiktivt land i filmen Austin Powers: The Spy Who Shagged Me
- Långtbortistan
- Pokolistan, fiktivt land i DC Comics universum
- Darujhistan, en fiktiv stad som ofta återkommer i fantasy-serien Malazan Book of the Fallen av författaren Steven Erikson